# モハマド・レザ・ハラトバリ
モハマド・レザ・ハラトバリ（محمدرضا خلعتبری, Mohammad Reza Khalatbari, 1983年9月14日 - ）は、イラン出身で元同国代表の元サッカー選手。現役時代のポジションはフォワード。

## 経歴
2004年、FCアブーモスレムとプロ契約を果たす。二年間同クラブでプレーした後、2006年にゾブ・アハンと契約。2009年のハズフィ・カップでは優勝に導いた。2011年には母国イランを離れ、カタールのアル・ガラファに移籍。2012年にはアラブ首長国連邦のアル・ワスルFCに移籍した。サッカーイラン代表には2008年より招集を受けており、AFCアジアカップ2011にも出場した。

## 代表での成績

### 得点
| #  | 開催日        | 開催地       | 対戦国         | スコア | 結果 | 大会                                |
| -- | ------------- | ------------ | -------------- | ------ | ---- | ----------------------------------- |
| 1. | 2011年2月9日  | アブダビ     | ロシア         | 1–0    | 1–0  | 親善試合                            |
| 2. | 2011年7月28日 | マレ         | モルディブ     | 0–1    | 0–1  | 2014 FIFAワールドカップ・アジア予選 |
| 3. | 2012年6月3日  | タシュケント | ウズベキスタン | 0–1    | 0–1  | 2014 FIFAワールドカップ・アジア予選 |
| 4. | 2012年8月15日 | ケチケメート | チュニジア     | 0–1    | 2–2  | 親善試合                            |
| 5. | 2013年6月11日 | テヘラン     | レバノン       | 1–0    | 4–0  | 2014 FIFAワールドカップ・アジア予選 |